# オリッシー

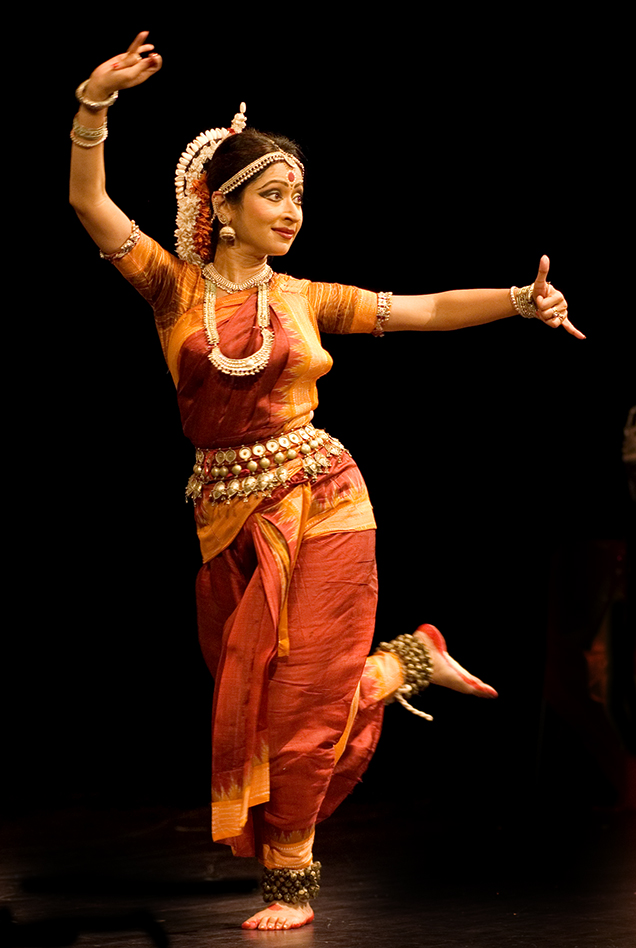
オリッシーの舞踏家

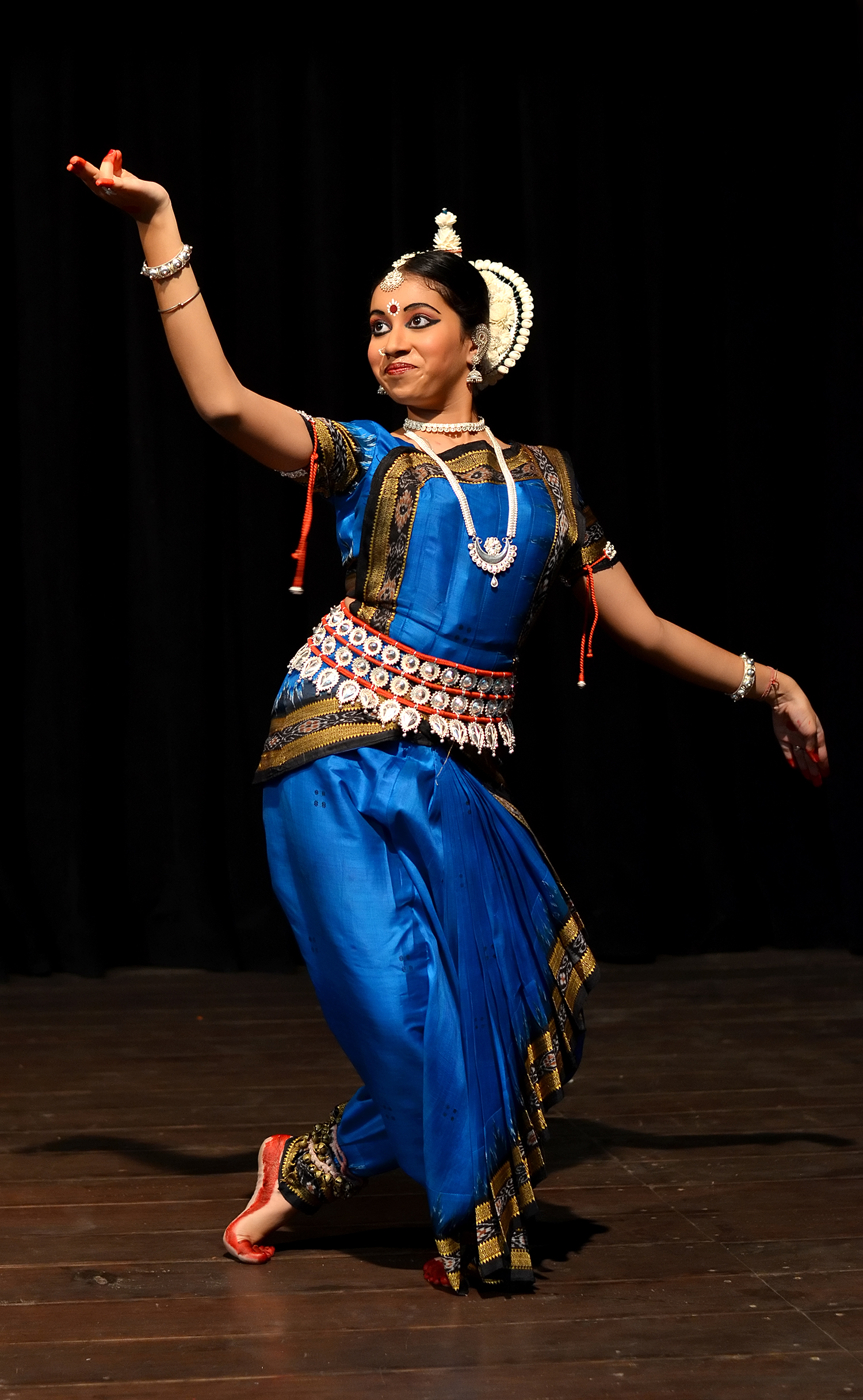
オリッシーの舞踏家

オリッシー（オリヤー語：ଓଡ଼ିଶୀ, oṛiśī、odissi）は、インド南東部のオリッサ州に伝わる古典舞踊である。

## 序論
オリッサ州は、古来『寺院の国』『彫刻の国』として知られており、オリッシーの流れるような動きと優雅なポーズは、オリッサの寺院彫刻の息を呑むような美しさを想起させる。寺院彫刻の端正な美が舞踊を生み出したのか、あるいは彫刻が舞踊を表現したものなのか、とは難しい問いである。クリシュナ神と関係している「トリバンギ」すなわち身体の三ヶ所を曲げるポーズ、ジャガンナート神に関連する「チョウカ」という角ばったポーズは、多くの優美なポーズとともに寺院の彫刻に刻まれており、またダンサーが美しくそれらのポーズをとるのである。舞踊は動く彫刻であり、彫刻は凍てついた舞踊である。両者は計り知れない歓喜と驚異をもたらす。加えてオリッシーの音楽はその軽快さと叙情性において右に出るものはない。インド北東部という地理的条件もあり、カルナータカ音楽の洗練された規律と、インド東部の民族音楽の喜びに満ちた奔放さが調和しながら融合しており、魅惑的な美的経験が得られる。
オリッシーは他のインドの古典舞踊と同じく、寺院をその起源とする。事実、インドの全ての芸術は宗教に起源をもつ。インドの芸術は神に対する帰依を自発的に表現したものなのである。芸術家は宗教的情熱の中で全能の神と一体になり、自分自身が全能であると感じるのである。
オリッサと言えば全宇宙の神、ジャガンナート神が思い起こされる。巡礼地であり、数世紀の間信仰の文化を育んできた。ジャガンナート神について編まれた物語や伝説は魅力的な神話大系を生み出している。様々な儀式がジャガンナート神への信仰と寺院に結びついており、舞踊もその一つである。バクティ（信愛）の一つの形として、舞踊と音楽は等しくその重要性を有してきた。オリッシーはその成長、発展、支援そして存在自体が寺院の儀式と不可分に結びついている。
オリッシーはインド最古の古典舞踊であると主張されることがあり、この主張は考古学的な証拠に基づいている。その最も有力なものは前２世紀のラーニー・グンパー洞窟（オリッサ州ウダヤギリ）である。その時代の彫刻の中から、完全編成の楽団を伴った舞踊シーンの実例の最初のものが発見されている。学者たちはこれら洞窟の年代をバラタ仙のナーティヤシャーストラより遡るとしている。ナーティヤシャーストラではオリッシーを南東インドのオドラ・マガディ（Odra Magadhi）という名の舞踊であると紹介している。
オリッシーについては洞窟や論文でいろいろと記録されているが、その生きた伝統はマハリ（Mahari）たちとゴティプア（Godipua）たちによって受け継がれてきた。マハリとはオリッサのデーヴァダーシー（Devadasi:寺院に所属し巫女でもあるダンサー）である。「マハン」「ナリ」あるいは「マーリ」とは神に奉仕するため選ばれた者、偉大な者のことである。マハリたちは造物主のため歌い、踊った。それが彼女らの神への献身なのである。マハリたちは詩人ジャヤデーヴァのギータ・ゴーヴィンダの詩を基にした舞踊を演じる。ジャヤデーヴァの時代以前より、マハリは主にヌリッタ（純粋舞踊）そしてマントラとシュローカを基にしたアビナヤを演じていた。
マハリの舞踊の伝統とゴティプアの伝統の出現との間が断絶していることには様々な原因がある。ゴティプアは女装した若い少年で舞踊を仕込まれており、彼らに舞踊を教えたのがマハリたちである。マハリたち自身は寺院の境内の外で踊ることはない。常に寺院の内である。実際に、マハリには二つのグループがあった。「ビタリ・ガウニー・マハリ」たちは寺院の聖域で入ることで出来た者たちで、「バハリ・ガウニー・マハリ」たちは寺院内部にいるものの、聖域の外にいる者たちである。しかし、舞踊を教わった少年たち、ゴティプアは寺院の境内からを出ることができたのである。ゴティプアが出現した理由の一つに、ヴィシュヌ派が女性による舞踊を認めなかったことがある。この時期に、ヴィシュヌ派の詩人たちがラーダーとクリシュナ神へ捧げる無数の詩を書いた。ゴティプアたちはこれら叙情詩の舞踊を演じた。そのため今日に至るまで、オリッシーの演目にはジャヤデーヴァが著したギータ・ゴーヴィンダからのアシュタパディ（マハリたちによって演じられる）とオリヤー語の詩人たちによるラーダーとクリシュナに関する歌（こちらはゴティプアによって演じられる）であふれているのである。一つ一つの動きの連携が滑らかなアシュタパディとは対照的に、オリヤー語叙情詩が演じられるときは多少ぎくしゃくした動きとなり明白な違いがある。
今日のグルたちのほとんどはゴティプアであり、彼らによってインド内外の舞踊家および教師たちに舞踊の型が伝えられた。農村にある寺院の境内と都市の劇場には大きな隔たりがある。オリッシーは両方にわたってうまく、そして有意義に存在している。
マハリたちとゴティプアたちは今でも人々の記憶に残り、感謝されている存在である。しかし今日ではオリッシーの偉大なグルたちが存在し、オリッシーの運命を導く同じ伝統から育ってきたのである。グルたちは非常に熟練したダンサーの一世代を築いた。彼らは高い自覚をもって舞踊の型を守ってきた。単に教えられたことを反復するのではなく、舞踊を一層の高みへ導く美的経験を生みだすことによって守ってきたのである。この芸術を継続させ、支えてきたのはダンサーたちと教師たちなのである。グルたちの数は今でも増加している。
オリッシーに対して注目が集まり始めたのは1950年代初頭のことである。インター・ユニバーシティ・ユース・フェスティバル（インドで開かれている合同大学祭）において、古典舞踊部門でオリッサ代表となったのがプリヤンバダ・モハンティである。チャールズ・ファブリ博士はオリッシーを偉大な舞踊であると賞賛した。彼はインドラニー・レーマンが行った舞踊の研究、そしてこの偉大なダンサーが国際的な舞台にオリッシーを登場させるという最初の一歩を踏み出すことの手伝いをしたのであった。
パドマヴィブーシャン・グル・ケルチャラン・モハパトラ、グル・パンカジ・チャラン・ダース、グル・デーブ・プラサード・ダース、グル・マヤダル・ロートらグルたちと、サンジュクタ・パニグラヒー、クム・クム・モハンティ、ソーナール・マンシンフ、マーダヴィ・ムドガル、そしてプロティマ・ガウリーたちダンサーたちによって、オリッシーの普及は最高潮となった。
近年ではインド内外の沢山の組織や個人がオリッシーを教えている。全体としてオリッシー界は脈動しており、インド国内の未開拓地域は国際的なシーンの一部となりつつある。

## 用語と演目
オリッシーにおける主なポーズはトリバンギとチョウカである。トリバンギは要するに「体の三ケ所を曲げる」という意味で、非常に女性的である。オリッシーにおけるチョウカはバラタナティヤムで用いられるアラマンディ（つま先を180度開いて中腰になる基本ポーズ）と同等と見られている。但し、両者は完全に同一なポーズではなく、チョウカの方がアラマンディより足の開き方が大きいという違いがある。
典型的なオリッシーの演目にはマンガラチャランという祈祷が含まれる。これはジャガンナート神や他の神々に対する賛辞であり、観客を歓迎し、師匠に感謝する内容の詩も含んでいる。
パッラヴィとは、リズミカルな音節の連続であるボールスにあわせて踊る純粋舞踊である。
アビナヤとはムドラ（手の動作）、表情、そしてボディーランゲージをもって感情を表現し、情景を描写する舞踊の一要素である。
オリッシーにおいて、アビナヤはサンスクリット語の歌、オリヤー語の歌双方で用いられる。
モークシャはダンサーが神と一体になろうとする純粋舞踊である。
他の良く知られた演目にはダサ・アヴァターラがあり、これはヴィシュヌ神の10の化身を舞踊で表現するものである。シヴァ神を基にした演目としてバトゥ・ヌリッティヤがある。

## アーティスト
グル・ケルチャラン・モハパトラ、グル・パンカジ・チャラン・ダース、グル・デーバ・プラサード・ダースらはオリッシーを支える最も重要な人々である。ダンサーとしてはスジャータ・モハパトラ、アローカ・カヌンゴ、ガンガーダル・プラダーン、ドゥルガー・チャラン・ランビール、ジェールム・パランジェープ、ラームリー・イブラヒム、スルパ・セーン、ラトナー・ローイ、マーダヴィ・ムドガル、ダクシャー・マシュルワーラー、デービー・バース、アーナンディ・ラームチャンドラン、リタ・デーヴィ、モナリサ・ゴーシュなどがいる。

## ギャラリー

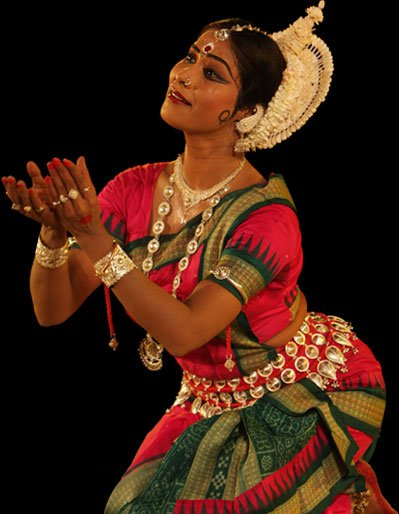
オリッシーの舞踏家
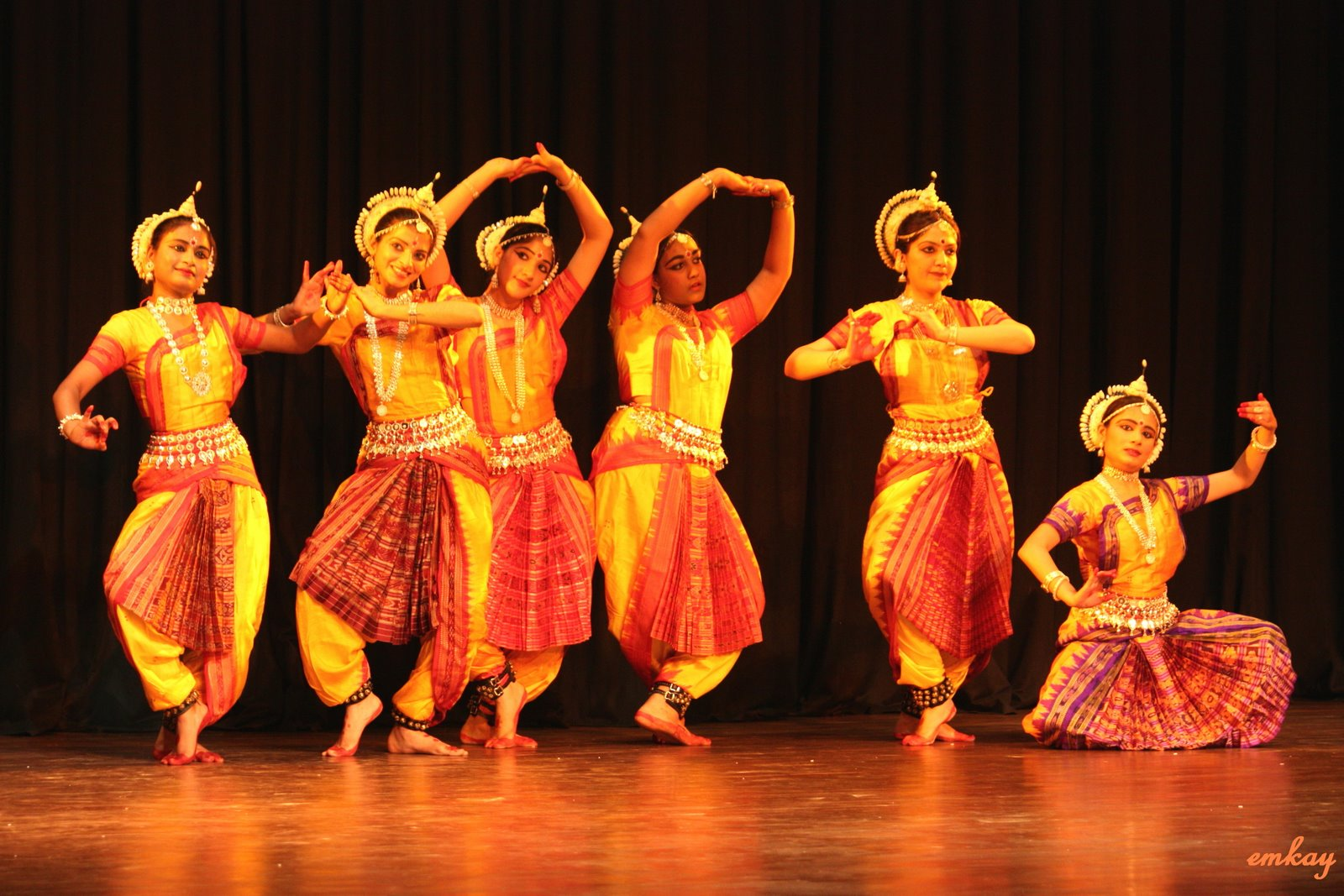
オリッシーの集団パフォーマンス
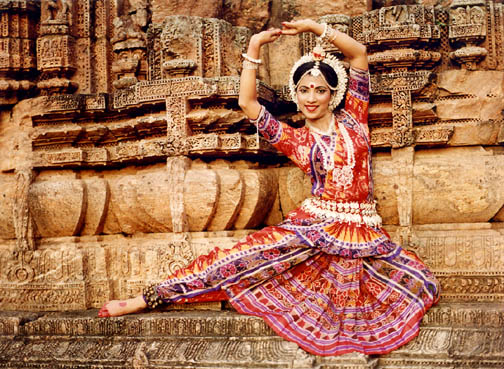
オリッシーの衣装